# Galina Stiepanska
Galina Andriejewna Stiepanska (ros. Галина Андреевна Степанская, ur. 27 stycznia 1949 w Leningradzie) – rosyjska łyżwiarka szybka reprezentująca ZSRR, mistrzyni olimpijska i dwukrotna medalistka mistrzostw świata.

## Kariera
Specjalizowała się w długich dystansach. Największy sukces w karierze osiągnęła w 1976 roku, kiedy zwyciężyła w biegu na 1500 m podczas igrzysk olimpijskich w Innsbrucku. W zawodach tych wyprzedziła bezpośrednio Amerykankę Sheilę Young oraz swą rodaczkę Tatjanę Awierinę. Był to jednak jej jedyny start olimpijski. Rok później wywalczyła srebrny medal na wielobojowych mistrzostwach świata w Keystone, rozdzielając na podium dwie inne reprezentantki ZSRR: Wierę Bryndziej i Galinę Nikitinę. Srebrny medal zdobyła też na wielobojowych mistrzostwach świata w Helsinkach w 1978 roku. Przegrała tam tylko z Tatjaną Awieriną, a wyprzedziła bezpośrednio Marion Dittmann z NRD. W latach 1976 i 1977 była mistrzynią ZSRR w wieloboju, zwyciężała także dziesięciokrotnie na dystansach: na 1000 m w 1977 roku, na 1500 w latach 1973, 1976, 1977 i 1978 oraz na 3000 m w latach 1974, 1976, 1977, 1978 i 1979.
Ustanowiła łącznie pięć rekordów świata (w tym dwa nieoficjalne).

### Mistrzostwa świata
- Mistrzostwa świata w wieloboju
  - srebro – 1977, 1978